# Anglo-Welsh Cup 2016-17
La Anglo-Welsh Cup 2016-17 fue la cuadragésimo quinta edición del torneo de rugby para equipos de Inglaterra y la undécima que incluye a los equipos galeses del Pro12.

## Sistema de disputa
Cada equipo disputa cuatro partidos frente frente a los rivales del grupo asignado, el mejor de cada grupo clasifica a semifinales en la búsqueda del título.
- Grupo 1 vs Grupo 4
- Grupo 2 vs Grupo 3

## Primera Fase
Calendario de partidos

### Grupo 1
| Pos. | Equipo                | Encuentros | Encuentros | Encuentros | Encuentros | Tantos | Tantos | Tantos | PB | Puntos |
| Pos. | Equipo                | PJ         | PG         | PE         | PP         | F      | C      | Dif    | PB | Puntos |
| ---- | --------------------- | ---------- | ---------- | ---------- | ---------- | ------ | ------ | ------ | -- | ------ |
| 1.º  | Saracens              | 4          | 3          | 0          | 1          | 122    | 91     | 31     | 5  | 17     |
| 2.º  | Northampton Saints    | 4          | 3          | 0          | 1          | 113    | 66     | 47     | 2  | 14     |
| 3.º  | Newport Gwent Dragons | 4          | 1          | 0          | 3          | 58     | 105    | −47    | 1  | 5      |
| 4.º  | Bath Rugby            | 4          | 0          | 1          | 3          | 73     | 98     | −25    | 2  | 4      |

|  | Semifinalista. |

### Grupo 2
| Pos. | Equipo             | Encuentros | Encuentros | Encuentros | Encuentros | Tantos | Tantos | Tantos | PB | Puntos |
| Pos. | Equipo             | PJ         | PG         | PE         | PP         | F      | C      | Dif    | PB | Puntos |
| ---- | ------------------ | ---------- | ---------- | ---------- | ---------- | ------ | ------ | ------ | -- | ------ |
| 1.º  | Exeter Chiefs      | 4          | 3          | 0          | 1          | 164    | 66     | 98     | 3  | 15     |
| 2.º  | Ospreys            | 4          | 3          | 0          | 1          | 94     | 58     | 36     | 3  | 15     |
| 3.º  | Sale Sharks        | 4          | 3          | 0          | 1          | 82     | 52     | 30     | 1  | 13     |
| 4.º  | Worcester Warriors | 4          | 2          | 0          | 2          | 116    | 153    | −37    | 3  | 11     |

|  | Semifinalista. |

### Grupo 3
| Pos. | Equipo        | Encuentros | Encuentros | Encuentros | Encuentros | Tantos | Tantos | Tantos | PB | Puntos |
| Pos. | Equipo        | PJ         | PG         | PE         | PP         | F      | C      | Dif    | PB | Puntos |
| ---- | ------------- | ---------- | ---------- | ---------- | ---------- | ------ | ------ | ------ | -- | ------ |
| 1.º  | Harlequins    | 4          | 3          | 0          | 1          | 82     | 62     | 20     | 2  | 14     |
| 3.º  | Wasps         | 4          | 1          | 0          | 3          | 102    | 110    | −8     | 2  | 6      |
| 3.º  | Bristol       | 4          | 1          | 0          | 3          | 72     | 97     | −25    | 2  | 6      |
| 4.º  | Cardiff Blues | 4          | 0          | 0          | 4          | 73     | 187    | −114   | 2  | 2      |

|  | Semifinalista. |

### Grupo 4
| Pos. | Equipo            | Encuentros | Encuentros | Encuentros | Encuentros | Tantos | Tantos | Tantos | PB | Puntos |
| Pos. | Equipo            | PJ         | PG         | PE         | PP         | F      | C      | Dif    | PB | Puntos |
| ---- | ----------------- | ---------- | ---------- | ---------- | ---------- | ------ | ------ | ------ | -- | ------ |
| 1.º  | Leicester Tigers  | 4          | 3          | 0          | 1          | 110    | 72     | 38     | 1  | 13     |
| 2.º  | Gloucester Rugby  | 4          | 2          | 1          | 1          | 90     | 81     | 9      | 2  | 12     |
| 3.º  | Newcastle Falcons | 4          | 2          | 0          | 2          | 68     | 74     | −6     | 0  | 8      |
| 4.º  | Scarlets          | 4          | 1          | 0          | 3          | 92     | 139    | −47    | 1  | 5      |

|  | Semifinalista. |

### Semifinales
| 11 de marzo de 2017 | Saracens | 10 - 32 | Leicester Tigers | Allianz Park, Londres |  |

| 12 de marzo de 2017 | Exeter Chiefs | 24 - 7 | Harlequins | Sandy Park, Exeter |  |

### Final
| 19 de marzo de 2017 | Exeter Chiefs | 12 - 16 | Leicester Tigers | Twickenham Stoop, Londres |  |

| Bandera de Inglaterra    |
| Campeón Leicester Tigers |
| Octavo título            |